# Cratere Jadwiga
Jadwiga  è un cratere sulla superficie di Venere.